# Eleições europeias de 2019 no Seixal

## Resultados Oficiais
| Partido                 | Partido                                         | Votos   | %               | +/-   |
| ----------------------- | ----------------------------------------------- | ------- | --------------- | ----- |
|                         | Partido Socialista                              | 17 568  | 35,03 / 100,00  | 6,68  |
|                         | Coligação Democrática Unitária                  | 8 076   | 16,10 / 100,00  | 11,93 |
|                         | Bloco de Esquerda                               | 5 806   | 11,58 / 100,00  | 5,57  |
|                         | Partido Social Democrata                        | 5 147   | 10,26 / 100,00  | -     |
|                         | Pessoas–Animais–Natureza                        | 3 662   | 7,30 / 100,00   | 5,13  |
|                         | CDS – Partido Popular                           | 1 773   | 3,53 / 100,00   | -     |
|                         | Basta!                                          | 1 135   | 2,26 / 100,00   | 1,31  |
|                         | LIVRE                                           | 929     | 1,85 / 100,00   | 0,54  |
|                         | Aliança                                         | 783     | 1,56 / 100,00   | Novo  |
|                         | Partido Comunista dos Trabalhadores Portugueses | 511     | 1,02 / 100,00   | 0,97  |
|                         | Nós, Cidadãos!                                  | 503     | 1,00 / 100,00   | Novo  |
|                         | Outros (com menos de 1,00%)                     | 1 288   | 2,57 / 100,00   |       |
| Votos Inválidos         | Votos Inválidos                                 | 2 977   | 5,93 / 100,00   | 1,18  |
| Total                   | Total                                           | 50 158  | 100,00 / 100,00 |       |
| Eleitorado/Participação | Eleitorado/Participação                         | 138 679 | 36,17 / 100,00  | 0,59  |

## Resultados por Freguesia
Os resultados seguintes referem-se aos partidos que obtiveram mais de 1,00% dos votos:
| Freguesia                                | %     | %     | %     | %     | %    | %    | %    | %    | %    | %    | %    | Votantes |
| Freguesia                                | PS    | CDU   | BE    | PSD   | PAN  | CDS  | B!   | L    | A    | PCTP | NC!  | Votantes |
| ---------------------------------------- | ----- | ----- | ----- | ----- | ---- | ---- | ---- | ---- | ---- | ---- | ---- | -------- |
| Amora                                    | 37,97 | 15,77 | 10,65 | 10,44 | 6,90 | 3,27 | 2,01 | 1,83 | 1,44 | 1,15 | 0,99 | 14 207   |
| Corroios                                 | 34,46 | 13,35 | 12,39 | 11,56 | 7,80 | 3,96 | 2,26 | 1,94 | 1,81 | 0,80 | 1,04 | 15 954   |
| Fernão Ferro                             | 34,95 | 11,14 | 11,49 | 12,88 | 7,08 | 4,12 | 2,74 | 1,56 | 2,03 | 0,67 | 1,25 | 6 015    |
| Seixal, Arrentela e Aldeia de Paio Pires | 32,71 | 21,71 | 11,62 | 7,47  | 7,24 | 3,06 | 2,32 | 1,90 | 1,20 | 1,29 | 0,87 | 13 982   |
| Seixal                                   | 35,03 | 16,10 | 11,58 | 10,26 | 7,30 | 3,53 | 2,26 | 1,85 | 1,56 | 1,02 | 1,00 | 50 158   |

#### Amora
| Partido                 | Partido                                         | Votos  | %               | +/-   |
| ----------------------- | ----------------------------------------------- | ------ | --------------- | ----- |
|                         | Partido Socialista                              | 5 395  | 37,97 / 100,00  | 7,59  |
|                         | Coligação Democrática Unitária                  | 2 240  | 15,77 / 100,00  | 11,39 |
|                         | Bloco de Esquerda                               | 1 513  | 10,65 / 100,00  | 4,86  |
|                         | Partido Social Democrata                        | 1 483  | 10,44 / 100,00  | -     |
|                         | Pessoas–Animais–Natureza                        | 980    | 6,90 / 100,00   | 4,76  |
|                         | CDS – Partido Popular                           | 465    | 3,27 / 100,00   | -     |
|                         | Basta!                                          | 285    | 2,01 / 100,00   | 1,21  |
|                         | LIVRE                                           | 260    | 1,83 / 100,00   | 0,32  |
|                         | Aliança                                         | 204    | 1,44 / 100,00   | Novo  |
|                         | Partido Comunista dos Trabalhadores Portugueses | 163    | 1,15 / 100,00   | 0,92  |
|                         | Outros (com menos de 1,00%)                     | 486    | 3,42 / 100,00   |       |
| Votos Inválidos         | Votos Inválidos                                 | 733    | 5,16 / 100,00   | 1,47  |
| Total                   | Total                                           | 14 207 | 100,00 / 100,00 |       |
| Eleitorado/Participação | Eleitorado/Participação                         | 41 694 | 34,07 / 100,00  | 0,10  |

#### Corroios
| Partido                 | Partido                        | Votos  | %               | +/-   |
| ----------------------- | ------------------------------ | ------ | --------------- | ----- |
|                         | Partido Socialista             | 5 497  | 34,46 / 100,00  | 5,79  |
|                         | Coligação Democrática Unitária | 2 130  | 13,35 / 100,00  | 10,71 |
|                         | Bloco de Esquerda              | 1 977  | 12,39 / 100,00  | 5,97  |
|                         | Partido Social Democrata       | 1 845  | 11,56 / 100,00  | -     |
|                         | Pessoas–Animais–Natureza       | 1 244  | 7,80 / 100,00   | 5,32  |
|                         | CDS – Partido Popular          | 632    | 3,96 / 100,00   | -     |
|                         | Basta!                         | 361    | 2,26 / 100,00   | 1,37  |
|                         | LIVRE                          | 310    | 1,94 / 100,00   | 0,91  |
|                         | Aliança                        | 289    | 1,81 / 100,00   | Novo  |
|                         | Nós, Cidadãos!                 | 166    | 1,04 / 100,00   | Novo  |
|                         | Outros (com menos de 1,00%)    | 544    | 3,42 / 100,00   |       |
| Votos Inválidos         | Votos Inválidos                | 959    | 6,02 / 100,00   | 1,54  |
| Total                   | Total                          | 15 954 | 100,00 / 100,00 |       |
| Eleitorado/Participação | Eleitorado/Participação        | 42 306 | 37,71 / 100,00  | 1,36  |

#### Fernão Ferro
| Partido                 | Partido                        | Votos  | %               | +/-  |
| ----------------------- | ------------------------------ | ------ | --------------- | ---- |
|                         | Partido Socialista             | 2 102  | 34,95 / 100,00  | 4,70 |
|                         | Partido Social Democrata       | 775    | 12,88 / 100,00  | -    |
|                         | Bloco de Esquerda              | 691    | 11,49 / 100,00  | 5,31 |
|                         | Coligação Democrática Unitária | 670    | 11,14 / 100,00  | 9,50 |
|                         | Pessoas–Animais–Natureza       | 426    | 7,08 / 100,00   | 5,13 |
|                         | CDS – Partido Popular          | 248    | 4,12 / 100,00   | -    |
|                         | Basta!                         | 165    | 2,74 / 100,00   | 1,50 |
|                         | Aliança                        | 122    | 2,03 / 100,00   | Novo |
|                         | LIVRE                          | 94     | 1,56 / 100,00   | 0,47 |
|                         | Nós, Cidadãos!                 | 75     | 1,25 / 100,00   | Novo |
|                         | Outros (com menos de 1,00%)    | 226    | 3,77 / 100,00   |      |
| Votos Inválidos         | Votos Inválidos                | 421    | 7,00 / 100,00   | 0,14 |
| Total                   | Total                          | 6 015  | 100,00 / 100,00 |      |
| Eleitorado/Participação | Eleitorado/Participação        | 15 871 | 37,90 / 100,00  | 1,34 |

#### Seixal, Arrentela e Aldeia de Paio Pires
| Partido                 | Partido                                         | Votos  | %               | +/-   |
| ----------------------- | ----------------------------------------------- | ------ | --------------- | ----- |
|                         | Partido Socialista                              | 4 574  | 32,71 / 100,00  | 7,61  |
|                         | Coligação Democrática Unitária                  | 3 036  | 21,71 / 100,00  | 14,59 |
|                         | Bloco de Esquerda                               | 1 625  | 11,62 / 100,00  | 5,90  |
|                         | Partido Social Democrata                        | 1 044  | 7,47 / 100,00   | -     |
|                         | Pessoas–Animais–Natureza                        | 1 012  | 7,24 / 100,00   | 5,31  |
|                         | CDS – Partido Popular                           | 428    | 3,06 / 100,00   | -     |
|                         | Basta!                                          | 324    | 2,32 / 100,00   | 1,25  |
|                         | LIVRE                                           | 265    | 1,90 / 100,00   | 0,36  |
|                         | Partido Comunista dos Trabalhadores Portugueses | 181    | 1,29 / 100,00   | 1,02  |
|                         | Aliança                                         | 168    | 1,20 / 100,00   | Novo  |
|                         | Outros (com menos de 1,00%)                     | 461    | 3,29 / 100,00   |       |
| Votos Inválidos         | Votos Inválidos                                 | 864    | 6,18 / 100,00   | 0,92  |
| Total                   | Total                                           | 13 982 | 100,00 / 100,00 |       |
| Eleitorado/Participação | Eleitorado/Participação                         | 38 808 | 36,03 / 100,00  | 0,82  |